# Xiangyang, Peking
Xiangyang (kinesiska: 向阳, 向阳街道) är ett stadsdelsdistrikt i Kina. Det ligger i Fangshan i storstadsområdet Peking, i den norra delen av landet, omkring 44 kilometer sydväst om stadskärnan. Antalet invånare är 8 569. Befolkningen består av 4 297 kvinnor och 4 272 män. Barn under 15 år utgör 10,0 %, vuxna 15-64 år 80 %, och äldre över 65 år 9,0 %.